# Extremis
Extremis è un arco narrativo in sei parti della serie The Invincible Iron Man (vol. 4), pubblicata dalla Marvel Comics. La storia, scritta da Warren Ellis e disegnata da Adi Granov, è stata inserita nei primi sei albi. Prende il titolo dal nome del virus tecnorganico in grado di far sviluppare nuove capacità a un corpo umano, e che cambia radicalmente per Iron Man le possibilità di utilizzo della tecnologia delle sue armature.

## Trama
Tony Stark sta lavorando per migliorare la velocità di risposta dell'armatura agli impulsi nervosi, quando alla FuturePharm, importante casa farmaceutica viene trovato morto suicida il dottor Killian, un uomo che stava lavorando a Extremis, un tecnovirus in grado di modificare l'organismo di un uomo e di renderlo un'arma letale e semi-indistruttibile.
A questo progetto sta lavorando anche Maya Hansen, amica di vecchia data di Tony; lei rivela a Stark che una dose di Extremis (ne esistono solo due al mondo) è stata rubata, ma che non è stata testata poiché lo Stato aveva tagliato i fondi al progetto.
Tony e Maya si recano da un loro conoscente esperto in materia, e durante questo incontro il video-telefono di Stark inizia a trasmettere un notiziario le cui immagini presentano molti morti, un incendio di grandi proporzioni e dei testimoni superstiti che affermano che a causare tutto ciò sia stato un singolo uomo disarmato: un uomo potenziato da Extremis, cioè Mallen, un criminale che ha ottenuto una dose del virus e ne è sopravvissuto.
Tony, indossando l'armatura, lo rintraccia e lo attacca, mentre la polizia arresta i suoi complici; lo scontro è violentissimo, ma Stark ha la peggio (mano fratturata, gamba spezzata, diverse emorragie interne); Mallen, invece, ne esce con qualche ferita superficiale, immediatamente curata grazie alla sua biologia potenziata dal virus, e fugge correndo a circa 300 km/h, dimostrando che il virus potenzia anche il suo fisico. Iron Man, impossibilitato a muoversi, viene quindi trasportato via da Maya, la quale scopre che sotto l'armatura c'è il suo amico Tony, il quale le chiede di immettere nel suo organismo una dose modificata di Extremis. Maya spiega che per entrare nella camera dove si trova il virus servono la sua chiave e quella di Killian. Dopo procede all'operazione... Stark, dopo un breve coma in cui rivive i giorni di prigionia dai terroristi dalla quale scappa creando il primo modello dell'armatura, grazie al virus si ritrova completamente guarito dalle sue ferite e con l'abilità di collegarsi mentalmente a qualsiasi tipo di dispositivo elettronico.
Ora Tony, collegato direttamente all'armatura, riesce a trovare Mallen, che non può niente contro la nuova potenza dell'armatura potenziata con il tecnovirus, e viene ucciso da Tony, il quale afferma che lo odia perché "l'ha costretto a farlo".
Tony si reca poi da Maya, perché scopre che è lei ad aver dato a Mallen il virus, al fine di testarlo, non potendo continuare la ricerca per via del taglio dei fondi. Infatti Mallen non poteva accedere alla camera di Extremis per rubarlo in quanto servivano le due chiavi. Maya viene perciò fatta arrestare da Tony.

## Il virus
Il tecnovirus Extremis venne creato dalla dottoressa Maya Hansen in collaborazione con il Dr. Aldrich Killian. Il progetto aveva il fine ultimo di creare un sistema per incrementare le potenzialità umane, in modo simile a quanto fatto dal Dottor Abraham Erskine con la sua formula del Super-soldato; per questo venne sviluppato Extremis, un tecnovirus (in parte biologico e in parte meccanico), che poteva incrementare enormemente la resistenza di un uomo (trasformandolo in un Homo Extremis cioè una vera e propria nuova specie). 
Il virus, composto di nanotubi di carbonio, prende il controllo del corpo umano inducendolo a ricostruirsi secondo le istruzioni date al campione. Inizialmente il corpo si trasforma completamente in una massa cicatriziale all'interno della quale il corpo vero e proprio inizia a essere modificato e migliorato dal virus. Dopo un breve periodo di coma il soggetto riemerge dal bozzolo ormai trasformato.
Il virus può donare diversi poteri a seconda della programmazione iniziale. Mallen dimostra:
- Immunità a qualunque malattia
- Potente fattore di guarigione
- Forza e resistenza sovrumana
- Super velocità (corre a 300 km orari)
- Capacità di sputare fuoco

Tony Stark utilizza una versione da lui stesso modificata del virus che, oltre a guarirlo da ogni ferita, gli dona la capacità di controllare qualsiasi congegno elettronico con il solo pensiero.

## Pubblicazione in lingua italiana
La storia è stata pubblicata in Italia dalla Panini Comics a novembre 2006 in un volume per fumetterie della collana 100% Marvel (il n. 44).
In seguito nel 2009 è stata riproposta nel numero 11 della collana Supereroi - Le grandi saghe e nel 2011 in un'edizione cartonata comprendente materiale extra.

## Altri media

### Cinema
- La trama di Extremis è alla base del film Iron Man 3 (2013) facente parte del Marvel Cinematic Universe (MCU). La pellicola tuttavia, presenta marcate differenze con quanto narrato nel fumetto dato che nel film è presente anche la figura del Mandarino.

### Televisione
Da agosto 2013 su Sky è disponibile una versione animata del fumetto chiamata appunto "IRON MAN EXTREMIS".
1. 1 2  Il termine volume è usato in lingua inglese, in questo contesto, per indicare le serie, pertanto Vol. 1 sta per prima serie, Vol. 2 per seconda serie e così via.